# Hôtel de ville de Calais
L’hôtel de ville de Calais est situé place du Soldat Inconnu à Calais. Son beffroi est inscrit au patrimoine mondial de l'UNESCO en 2005.

## Historique
La construction d'un nouvel hôtel de ville est décidée en 1885 à la suite de la fusion des communes de Calais et Saint-Pierre. Un concours est lancé en 1887, plus de 95 dossiers sont reçus. Le lauréat sera l’architecte parisien Paul Wallon (1845-1917), mais le coût du projet entraine l'abandon de la construction.

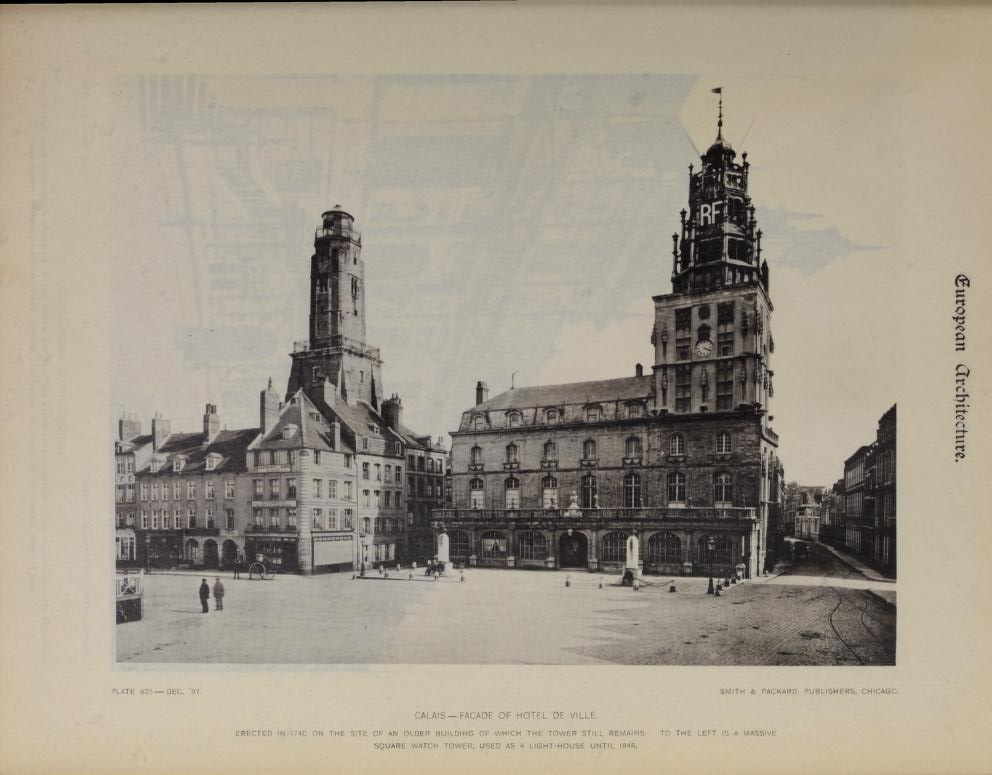
L'hôtel de ville en 1896.

En 1901, la municipalité décide de ressortir le projet d'Ernest Decroix, l'architecte communal, classé quatrième du concours de 1887. Ce dernier s’associe à son confrère Edmond Douillet, d'Amiens, pour déposer un dossier complet en 1906. Mais de nombreuses critiques et des difficultés de financement retardent la construction.
À la suite du décès d'Ernest Decroix, les travaux sont finalement confiés à l'architecte Louis Debrouwer. Celui-ci reprend le travail en ajoutant un beffroi et en recourant au béton armé. Les travaux ne commencent qu'en 1911. Interrompus par la guerre en 1914, au cours de laquelle le bâtiment est endommagé, les travaux reprennent tardivement et il n'est inauguré qu'en 1925.
L'ensemble des façades et toitures sur rue et le beffroi, ainsi que le hall d'honneur et sa verrière, l'escalier d'honneur, le couloir de desserte du premier étage, les salles d'apparat avec décor du premier étage que sont la salle des mariages, le salon d'honneur, le salon du conseil municipal et le cabinet d'apparat sont inscrits au titre des monuments historiques par arrêté du 26 juin 2003.

## Description

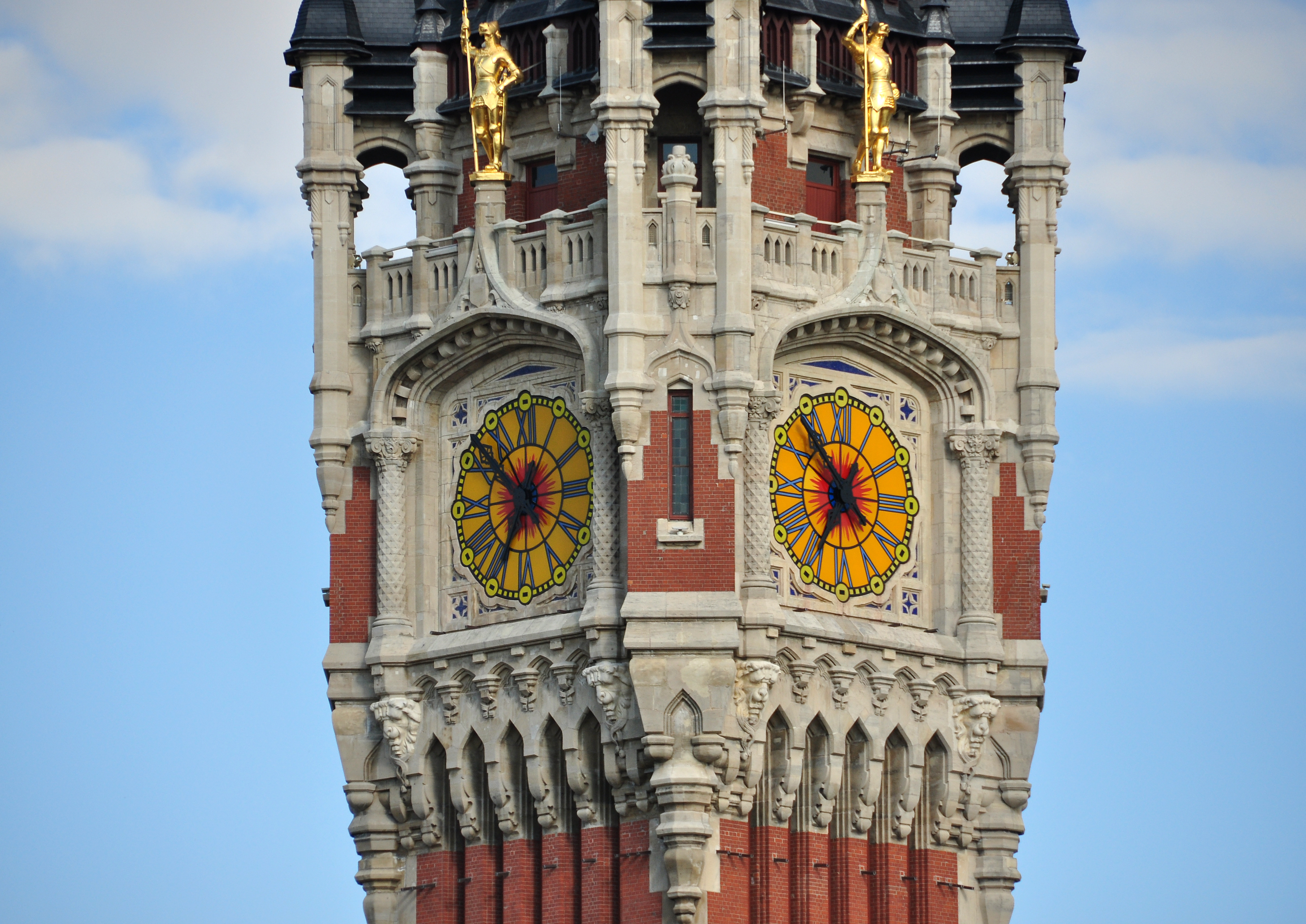
Détail du beffroi.
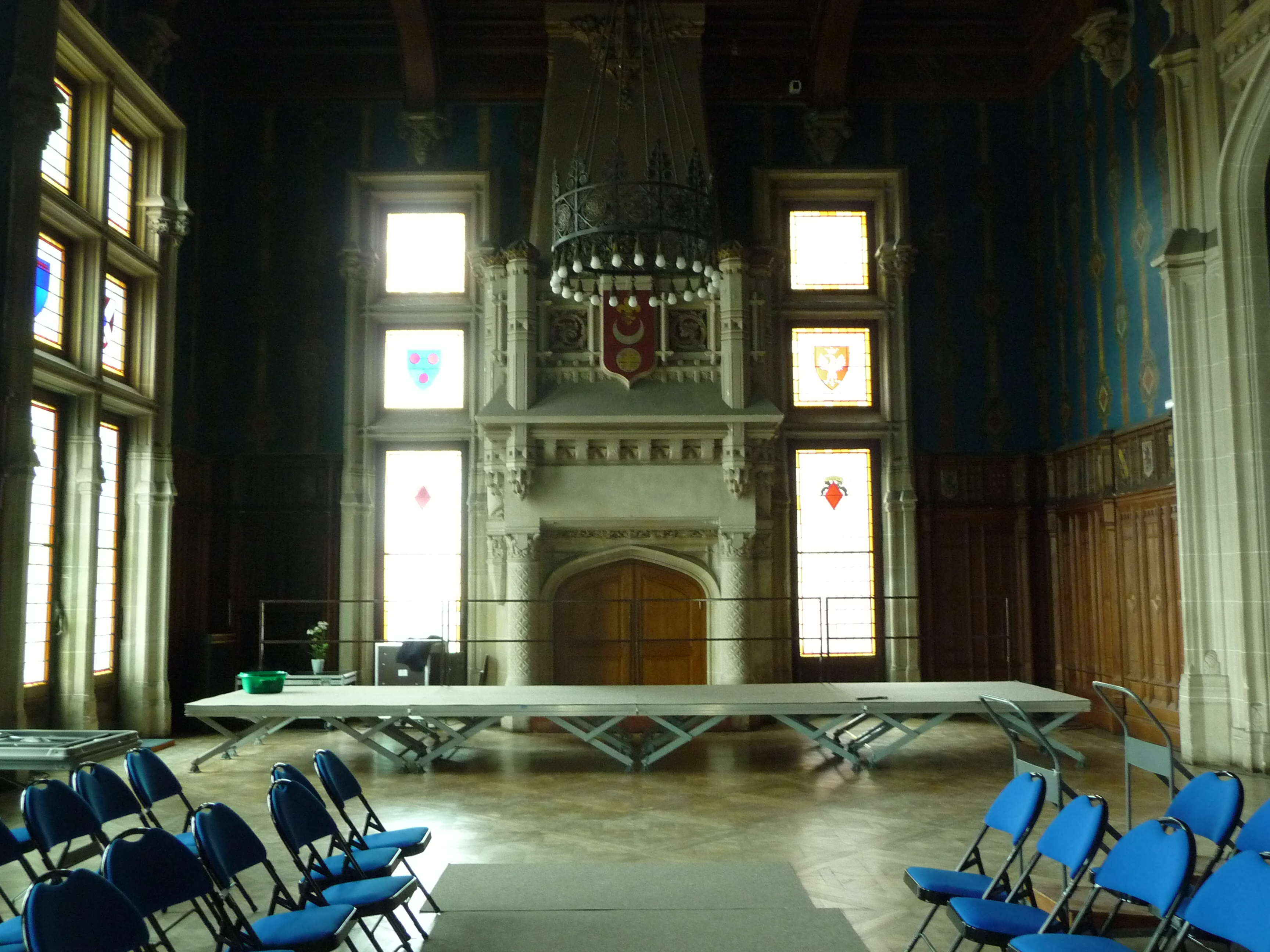
Grand salon d'honneur.
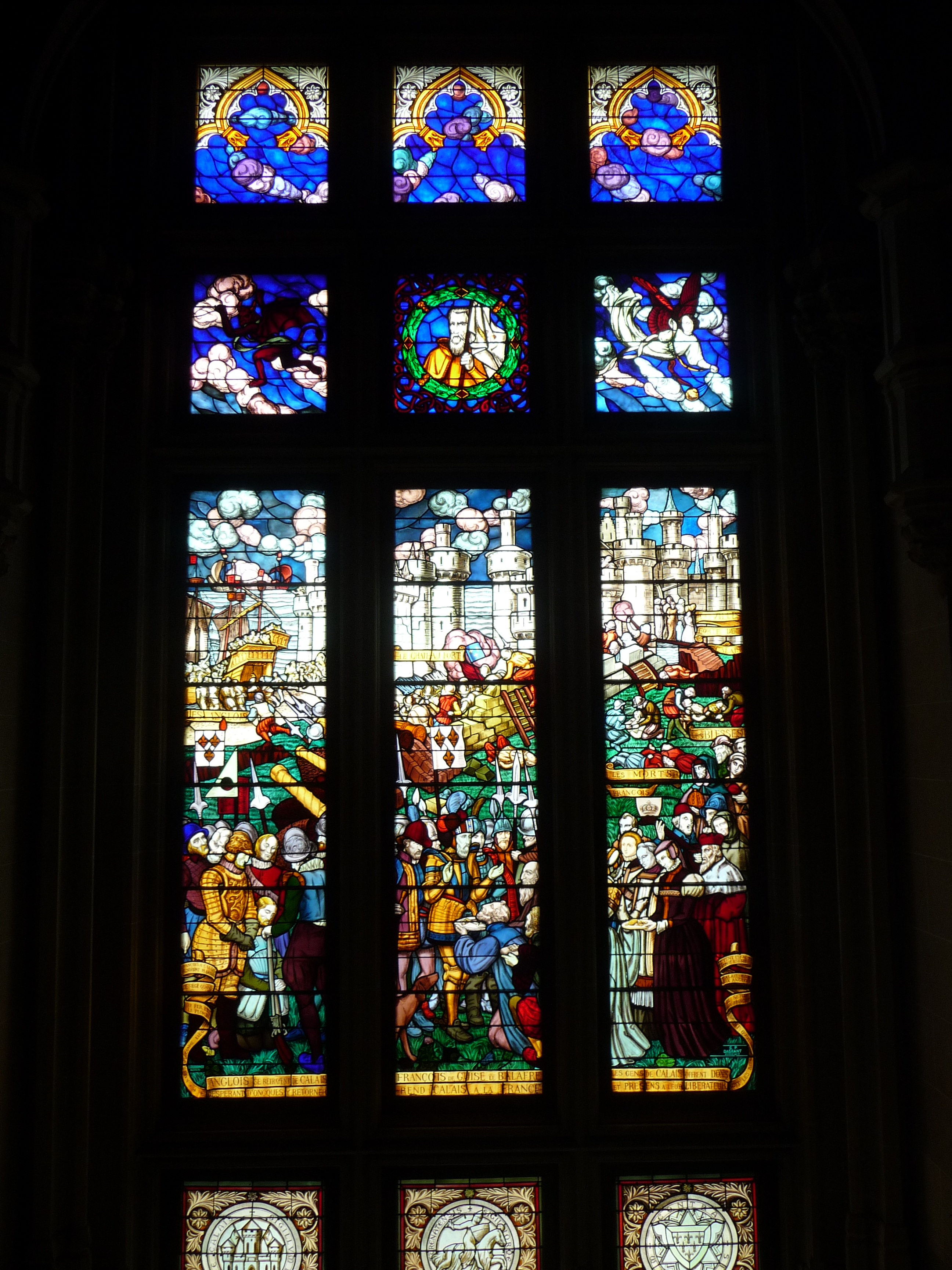
Verrière de l'escalier.
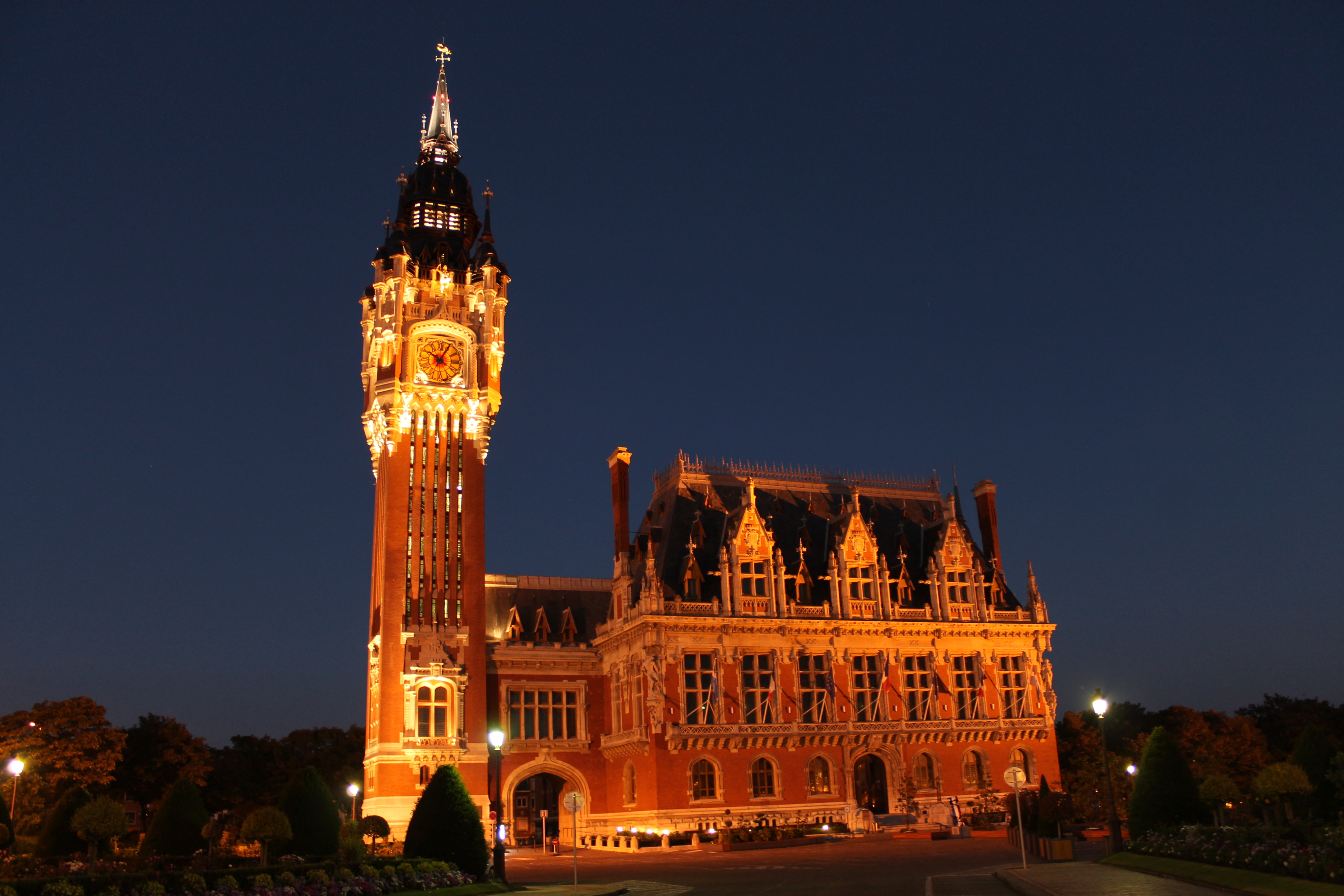
Le bâtiment de nuit.
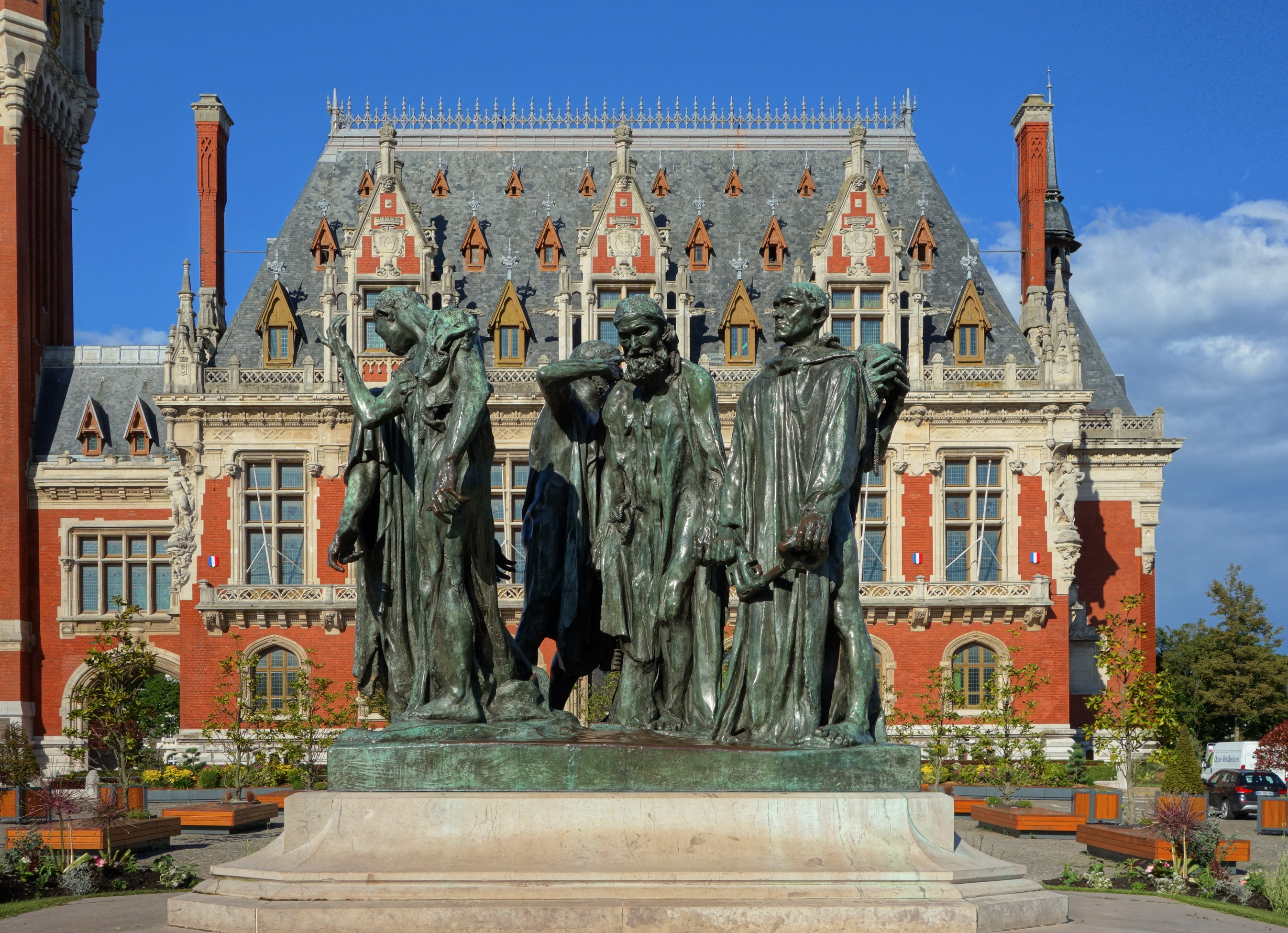
Les Bourgeois de Calais devant l'hôtel de ville